# Holden (cráter marciano)
Holden es un cráter de impacto de 150 km de ancho, ubicado en las tierras altas del sur de Marte. Recibió su nombre en honor a Edward Singleton Holden, astrónomo estadounidense. Al igual que Gusev, se caracteriza por tener un canal de desagüe, llamado Uzboi Vallis, que lo recorre, y por muchas otras formas de relieve que parecieran haber sido creadas por la acción del flujo del agua.

## Geología del cráter
| |
| (izda.) Brocal oeste del Cráter Holden (THEMIS). Imagen localizada en el cuadrángulo Sinus Margaritifer. |
| (cen.) Detalle de los canales en el brocal del Cráter Holden, (THEMIS).                                  |
| (dcha.) Detalle del delta de la imagen previa (HiRISE).                                                  |

Holden

Los bordes del cráter están surcados por barrancos; en el término de algunos de estos aparecen depósitos de forma abanicada de materiales transportados por el agua. Holden es un cráter antiguo, que contiene numerosos cráteres más pequeños, muchos de los cuales se han rellenado con sedimentos. El monte central del cráter también está parcialmente ocultado por los materiales sedimentarios. 
La base de grandes rocas de brecha del cráter aparece rodeada interiormente por anillos integrados por capas de sedimentos que forman las orillas de lo que aparentemente fue un longevo y calmado lago en el Marte primitivo. Las brechas indican la presencia de agua: son aglomeraciones de fragmentos más pequeños cimentadas por minerales disueltos. Las brechas de considerable tamaño, así como los sedimentos, principalmente de arcilla, contienen minerales que se forman en presencia de agua y marcan ambientes potencialmente habitables. Además, encima de ambas formaciones hay una capa de guijarros o ripio, depositados cuando el agua, en torrentes, erosionó la zona. Todo ello, según un estudio de la Universidad de Arizona, hubiera quedado oculto si no fuera porque las paredes del cráter se desmoronaron, incapaces de soportar la presión del agua, en un volumen calculado en 4.000 kilómetros cúbicos.
|  |  |

## Mars Science Laboratory
Varios emplazamientos en el cuadrilátero Sinus Margaritifer fueron propuestos como áreas a para ser estudiadas por el rover de la NASA, el Mars Science Laboratory. El cráter Holden llegó a figurar entre las cuatro mejores opciones, siendo un lugar muy interesante porque se cree que pudo haber sido un lago.
El objetivo del Mars Science Laboratory es buscar antiguas señales de vida. Se espera que una misión posterior pudiera recoger muestras de los lugares identificados como probablemente portadores de restos de vida. Para que una nave espacial se pose con seguridad, se necesita una zona plana con una extensión de unos 20 km. Los geólogos mantienen la expectativa de examinar lugares donde el agua estuvo alguna vez acumulada para examinar las capas de sedimento.
Holden fue uno de los siete finalistas para el lugar de aterrizaje de la misión MSL:
- Eberswalde
- Gale
- Holden cráter
- Mawrth Vallis
- Miyamoto
- A través de Nili Fossae
- Sur del Meridiani Planum